# العلاقات الآيسلندية الكيريباتية
العلاقات الآيسلندية الكيريباتية هي العلاقات الثنائية التي تجمع بين آيسلندا وكيريباتي.

## مقارنة بين البلدين
هذه مقارنة عامة ومرجعية للدولتين:
| وجه المقارنة                                              | آيسلندا          | كيريباتي                        |
| --------------------------------------------------------- | ---------------- | ------------------------------- |
| المساحة (كم2)                                             | 103.00 ألف       | 811                             |
| عدد السكان (نسمة)                                         | 317.35 ألف       | 116.40 ألف                      |
| الكثافة السكانية (ن./كم²)                                 | 3.08             | 14.35 ألف                       |
| العاصمة                                                   | ريكيافيك         | جنوب تاراوا                     |
| اللغة الرسمية                                             | اللغة الآيسلندية | لغة إنجليزية، اللغة الكيريباتية |
| العملة                                                    | كرونة آيسلندية   | دولار كريباتي، دولار أسترالي    |
| الناتج المحلي الإجمالي (بليون دولار)                      | 23.91 مليار      | 196.15 مليون                    |
| الناتج المحلي الإجمالي (تعادل القوة الشرائية) بليون دولار | 15.79 مليار      | 224.26 مليون                    |
| الناتج المحلي الإجمالي الاسمي للفرد دولار أمريكي          | 50.17 ألف        | 1.42 ألف                        |
| الناتج المحلي الإجمالي للفرد دولار أمريكي                 | 46.55 ألف        | 1.81 ألف                        |
| مؤشر التنمية البشرية                                      | 0.899            | 0.590                           |
| رمز المكالمات الدولي                                      | +354             | +686                            |
| رمز الإنترنت                                              | .is              | .ki                             |
| المنطقة الزمنية                                           | 00، أوروبا/لندن ‏ |                                 |

## منظمات دولية مشتركة
يشترك البلدان في عضوية مجموعة من المنظمات الدولية، منها:
| علم المنظمة | اسم المنظمة                   | تاريخ انضمام آيسلندا | تاريخ انضمام كيريباتي |
| ----------- | ----------------------------- | -------------------- | --------------------- |
|             | منظمة حظر الأسلحة الكيميائية  | ?                    | ?                     |
|             | الأمم المتحدة                 | 19 نوفمبر 1946       | 14 سبتمبر 1999        |
|             | مؤسسة التمويل الدولية         | 20 يوليو 1956        | 2 أكتوبر 1986         |
|             | يونسكو                        | 8 يونيو 1964         | 24 أكتوبر 1989        |
|             | مؤسسة التنمية الدولية         | 19 مايو 1961         | 2 أكتوبر 1986         |
|             | البنك الدولي للإنشاء والتعمير | 27 ديسمبر 1945       | 29 سبتمبر 1986        |
|             | الاتحاد البريدي العالمي       | ?                    | ?                     |
|             | الاتحاد الدولي للاتصالات      | 1 أكتوبر 1906        | 3 نوفمبر 1986         |

## وصلات خارجية
- موقع وزارة الخارجية الآيسلندية